# Stadtmuseum Ingolstadt

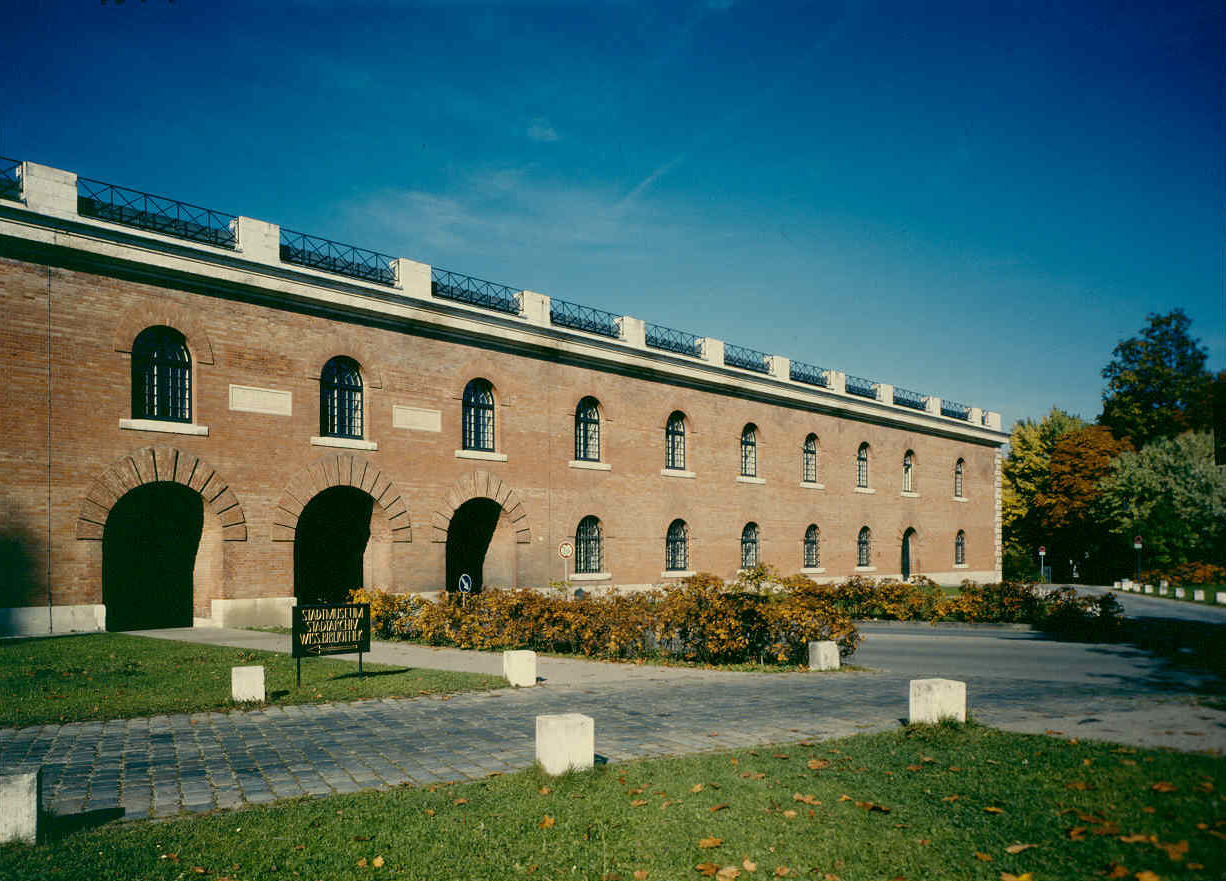
Das Stadtmuseum Ingolstadt im Kavalier Hepp

Das Stadtmuseum Ingolstadt befindet sich im Kavalier Hepp, einem Festungsbau des 19. Jahrhunderts. Es zeigt die geschichtliche und kulturelle Entwicklung des Raumes Ingolstadt von der Frühgeschichte an bis in die Neuzeit. Eine eigene Abteilung widmet sich der Geschichte des Handwerks bis zur Industrie. Integriert sind das Spielzeugmuseum und der Bestandteil „Museum“ des Mahnmals für die Opfer des Nationalsozialismus und die Toten der Weltkriege in der Abteilung Zeitgeschichte. Im Zentrum Stadtgeschichte sind neben dem Stadtmuseum Ingolstadt auch das Bauerngerätemuseum und das Marieluise-Fleißer-Haus eingebunden.

## Geschichte

### Historischer Verein
Im Jahr 1865 schlossen sich unter der Leitung des städtischen Rechtsrates Franz Xaver Ostermair  Geschichtsinteressierte zu einem Verein zusammen. Innerhalb von zehn Jahren zählte der Historische Verein 154 Mitglieder, darunter Repräsentanten der Stadt, des Klerus und der Landesfestung Ingolstadt. Es galt als selbstverständlich, dass der Bürgermeister und der Festungskommandant Mitglied wurden. Die enge Verflechtung des Vereins mit der Stadt zeigte sich vor allem darin, dass ein Hauptaugenmerk der Tätigkeit auf die Sicherung, Wahrung und Verzeichnung des Stadtarchivs gerichtet war, der schriftlichen Überlieferung der Stadt seit ihrer Gründung.
Der Historische Verein Ingolstadt betrachtete die Geschichtspflege Ingolstadts und seiner Umgebung als herausragendes Ziel, aber auch das Sammeln geschichtlicher Objekte. So entstand der Grundstock des Stadtmuseums.
Die archäologische Sammlung beruhte auf einer umfangreichen Grabungstätigkeit der Vereinsvorsitzenden mit Vereinsmitgliedern.
Vorsitzende:
- 1928–1945: Franz Schwäbl
- 1948–1971: Josef Reichart[1]
- 1971–1997: Siegfried Hofmann[2]
- 1997–2015: Beatrix Schönewald
- 2015–: Matthias Schickel

### Übernahme durch die Stadt
Die Sammlung des Historischen Vereins, zu der auch die Bestände der späteren Wissenschaftlichen Bibliothek gehören, war zunächst im Alten Rathaus und in der oberen Stube des Kreuztores untergebracht. Es ist das Verdienst des Festungsgouverneurs Karl von Sauers, dass der Historische Verein mit der Stadt hinsichtlich der Übernahme der Sammlung in städtischen Besitz und der Gründung eines Stadtmuseums verhandelte. 1904 stellte die Stadt dem Verein als Vorleistung das Gebäude der ehemaligen Hohen Schule zur Verfügung. Die Räume im Erdgeschoss wurden für museale Nutzung eingerichtet. Die Bedingung der Stadt war die Übernahme der Sammlungen in städtischen Besitz.
Der Historische Verein stimmte am 9. Januar 1905 der Überlassung an die Stadt zu.
Nach wie vor oblag die Betreuung der Sammlung den Mitgliedern des Historischen Vereins, die nun zu regulären Öffnungszeiten besichtigt werden konnte und ein Jahr später erweitert wurde. Joseph Hartmann verfasste den ersten Museumsführer, darin erscheinen unter den aufgezählten 34 Gruppen das städtische Privilegienbuch und der Schwedenschimmel als Hauptattraktionen.

### Museum im Neuen Schloss

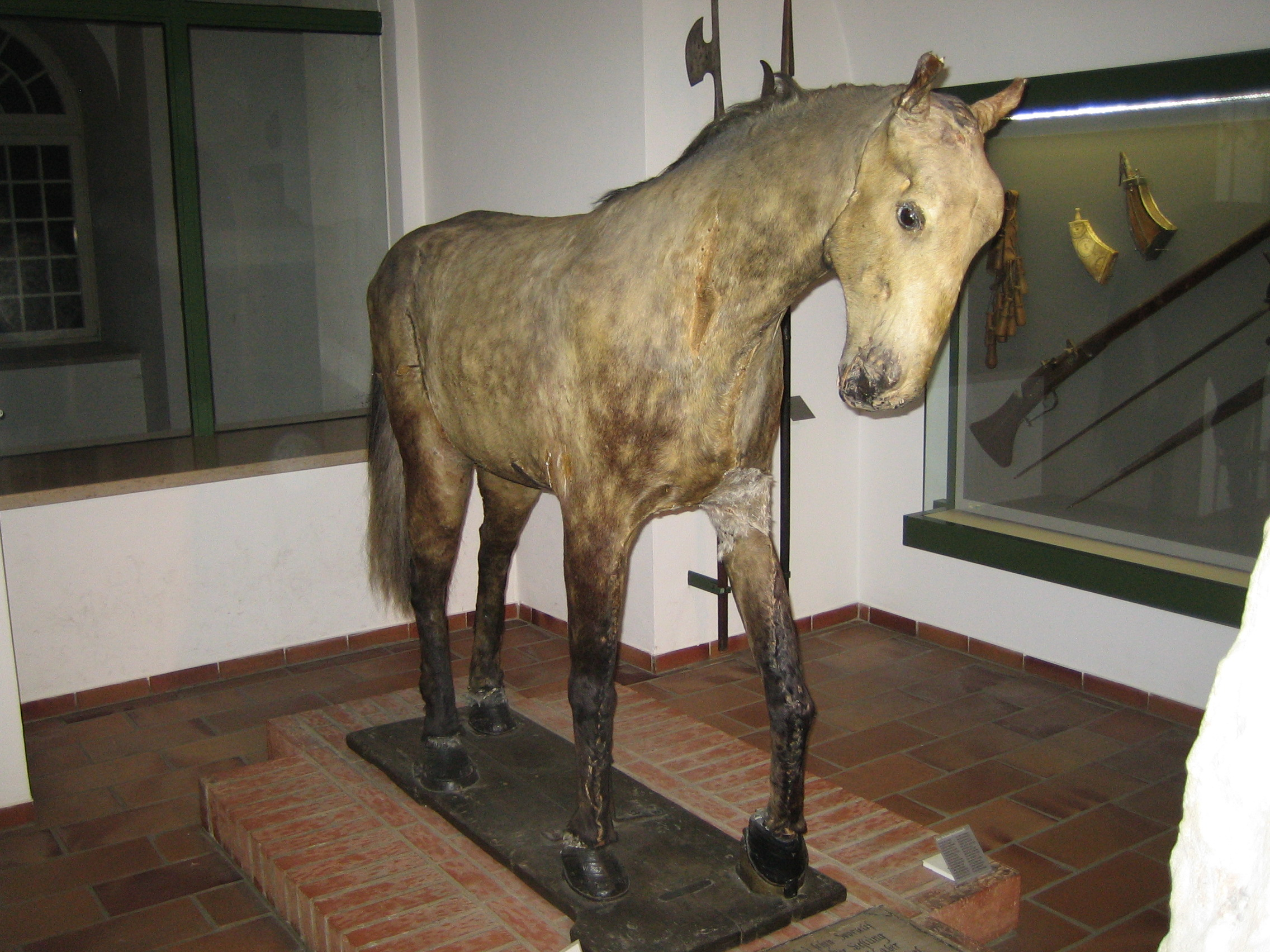
Ein bedeutendes Exponat des Museums. Der sog. Schwedenschimmel des Königs Gustav Adolf II.

Im Jahr 1925 zog das Städtische Museum ins Neue Schloss um. Die Aufstellung der Sammlung in den Räumen des weitläufigen spätmittelalterlichen Schlosses übernahm Major a.d. Witz, der seit 1916 als Sammlungswart fungierte. 1925 wurde eine kleine Galerie aus der staatlichen Gemäldesammlung München integriert. Der im Jahr 1926 von Hermann Witz verfasste Führer zeigt eine deutlich verbesserte Konzeption nach der Enge in der Hohen Schule. Die spätere chronologische Gliederung in Kombination mit den Sachthemen der Ingolstädter Geschichte wurde im Neuen Schloss durchgeführt. Im Kriegsjahr 1945 richteten Bomben einen erheblichen Schaden im Neuen Schloss an. Nach dem Krieg wurden Schloss und Museum wieder aufgebaut und es gelang, Plünderung der Museumsbestände weitgehend zu verhindern.
Am 24. April 1954 wurde eine neue Aufstellung des Stadtmuseums im Neuen Schloss eröffnet. Unter der Federführung Dr. Joseph Reicharts erfolgte eine Umgestaltung der Sammlung, besonders die frühgeschichtliche Sammlung wurde nach wissenschaftlichen Kriterien neu gegliedert. Ebenfalls wieder eröffnet wurde die Gemäldegalerie. Stadtarchiv und Wissenschaftliche Stadtbibliothek nahmen nach dem Krieg im gleichen Gebäude ihren Betrieb auf.
Im März 1965 mussten Stadtarchiv, Stadtmuseum und Wissenschaftliche Stadtbibliothek aus dem Neuen Schloss ausziehen. Dort sollte das Bayerische Armeemuseum untergebracht werden.

### Wiedereröffnung im Kavalier Hepp
Im Januar 1981 wurde das Ingolstädter Stadtmuseum wieder eröffnet. Das Hochbauamt der Stadt Ingolstadt unter Leitung von Hans Straub baute das klassizistische Festungsbauwerk in ein Tageslichtmuseum um. In den Jahren von 1973 bis 1981 wurde geringstmöglich in die alte Bausubstanz eingegriffen, um den Bestand zu erhalten. In etwa 50 Räumen wurden Stationen Ingolstädter Geschichte aufgebaut.
Die wichtigsten Abteilungen sind die steinzeitlichen Kulturen, die Hallstattzeit, die Römerzeit, das frühe Mittelalter, romanische und gotische Steinplastik, Stadttore, die Stadt und ihr Grundriss, das Herzogtum Bayern-Ingolstadt, späte Gotik, Universitätszeit, Kriege des 16. und 17. Jahrhunderts, jesuitische Kultur, städtische Repräsentation, Münzkabinett, vom Barock zur Aufklärung, Ingolstädter Buchdruck, Grabkreuze, Handel und Verkehr, die Zünfte, Barocke Frömmigkeit, die Stadt im 19. und im 20. Jahrhundert, sowie die Abteilung vom Handwerk zur Industrie.

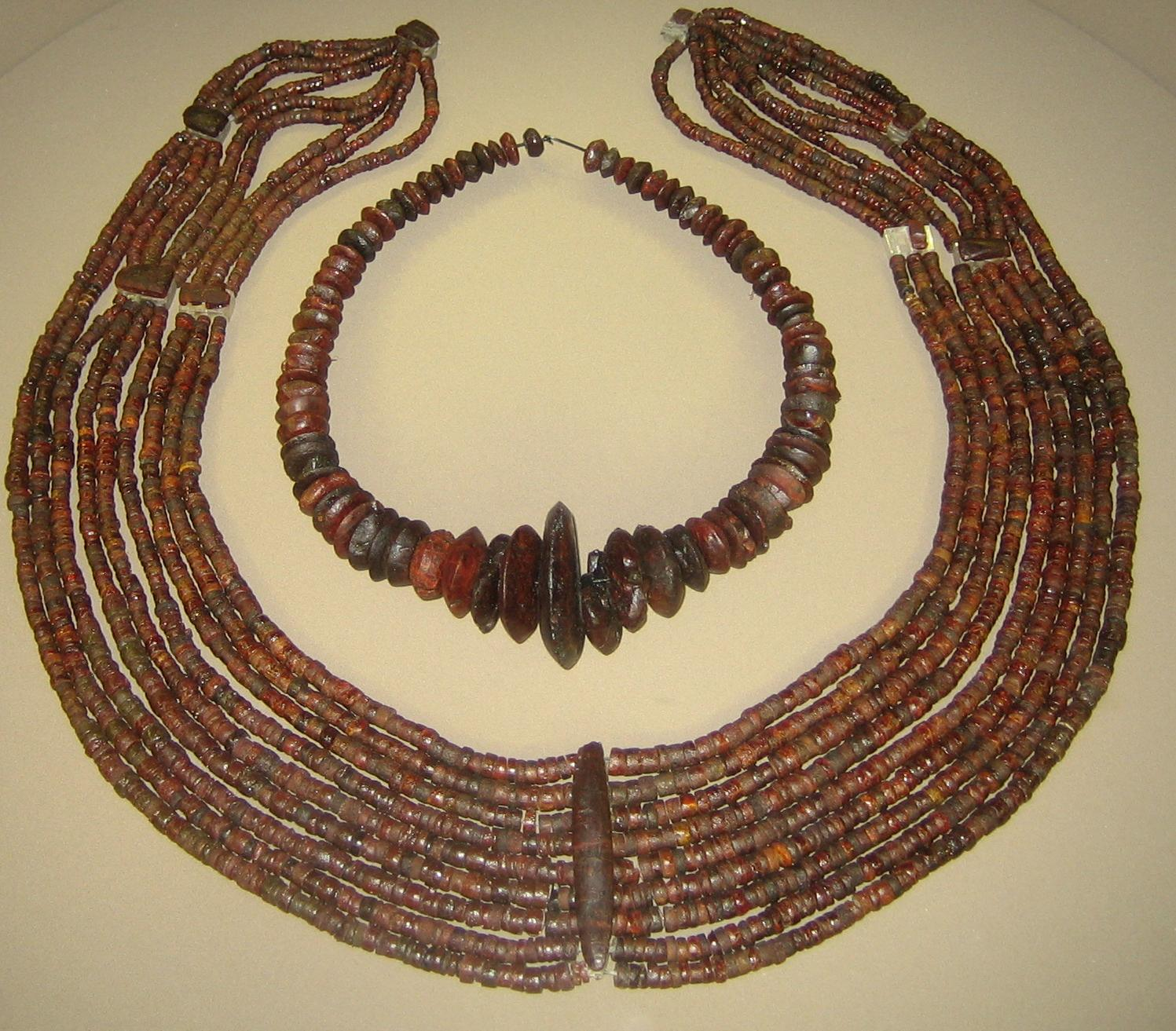
Das Ingolstädter Bernsteincollier, mittlere Bronzezeit
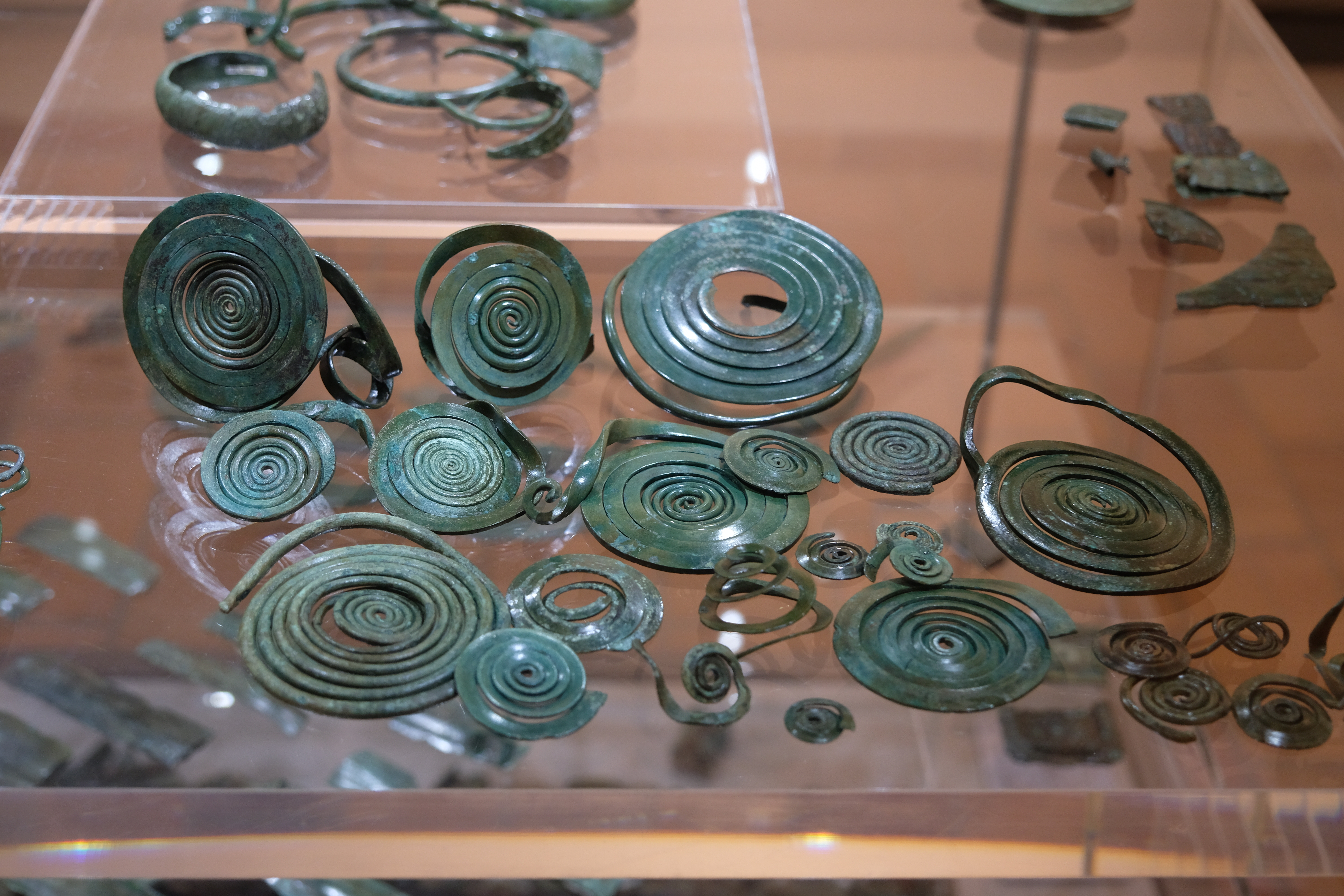
Objekte aus der Bronzezeit
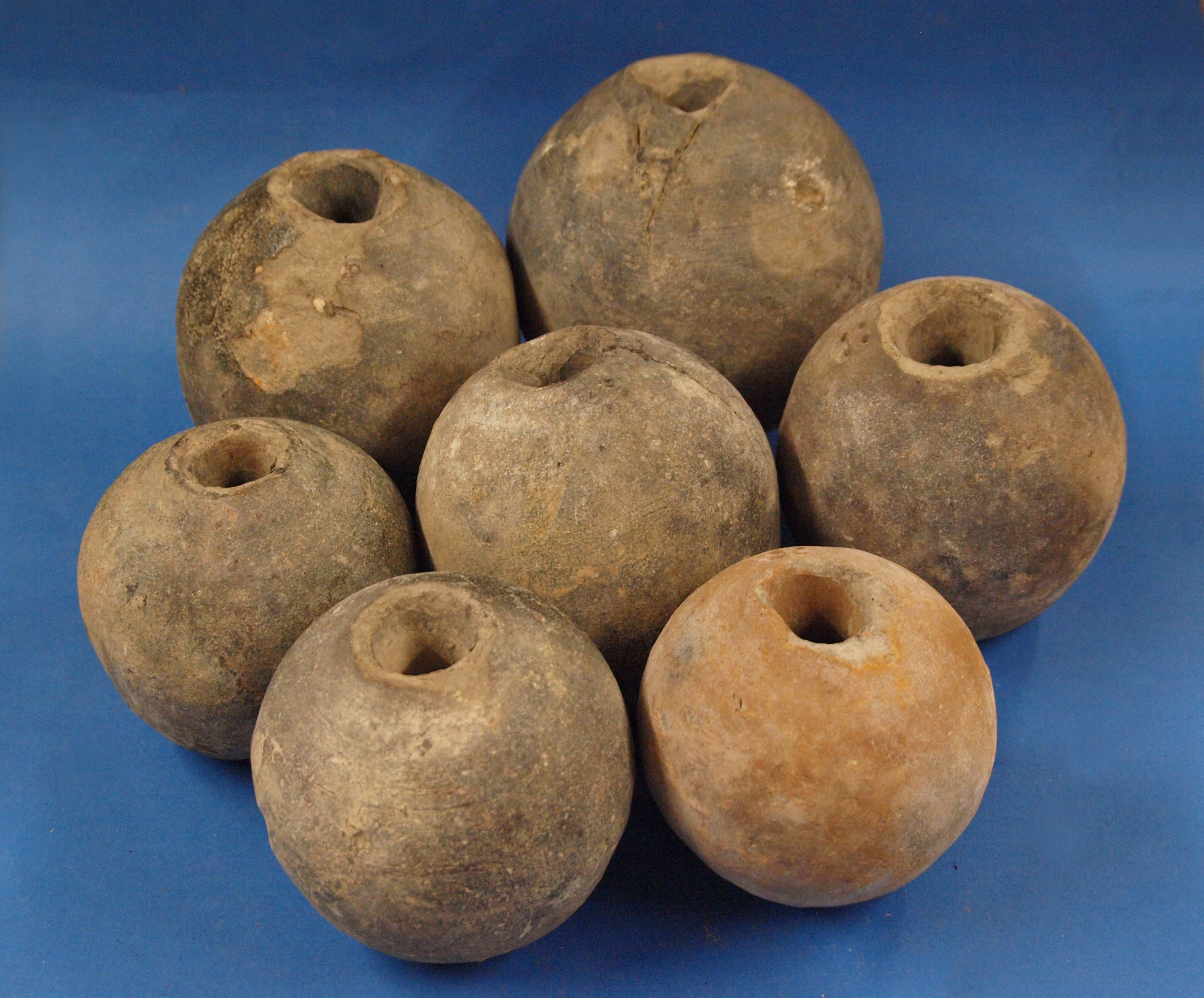
Keramische Granaten aus dem 17. Jahrhundert

## Ausstellungen
- 1985: Konfrontation von moderner mit frühhistorischer Keramik
- 1990: Retrospektive „Ein Ingolstädter Maler - Bernhard Bruckmayer“[3]
- 1994: Ingolstädter Maler vergangener Jahrhunderte[4]
- 2009: Ingolstädter Maler und Bildhauer im 19. und 20. Jahrhundert
- 2010–2011: Bernhard Bruckmayer. Ein Ingolstädter Maler
- 2011: Ingolstädter Ansichten 1880 - 1960 (Künstler: Tom Braun, Bernhard Bruckmayer, Wilhelm Donaubauer, Johannes Eppelein, Franz Goß, Gustav Schneider, Therese Schwab, Karl August Tinti, Prof. Potorka, J. C. Riedl, F. Reibl, Hude, Anthoni Louis, Anton Leidl)